# Kleine jaarvogel
De kleine jaarvogel (Rhyticeros subruficollis, synoniem: Aceros subruficollis) is een neushoornvogel die voorkomt in het oriëntaals gebied. Deze soort lijkt sterk op de gewone jaarvogel (Rhyticeros undulatus) en werd samen met deze laatste wel in het geslacht Aceros als ondersoorten beschreven als respectievelijk Aceros plicatus undulatus en A. p. subruficollis.

## Beschrijving
De kleine jaarvogel is 89 cm lang en lijkt sterk op de jaarvogel. Hij onderscheidt zich van de jaarvogel door het ontbreken van inkepingen in de ondersnavel en ook de zwarte streep op de keelzak van het mannetje, ontbreekt.
De vogel komt vaak voor in grote groepen. Op gemeenschappelijke slaapplaatsen worden soms honderden vogels waargenomen.

## Verspreiding en leefgebied
De kleine jaarvogel komt voor in het zuidoosten van Myanmar, het westen, zuidwesten en uiterste zuiden van Thailand en het noorden van het schiereiland Malakka (Maleisië). Het leefgebied wordt gevormd door zowel vochtige als droge bosgebieden in laagland en heuvelland tot op een hoogte tot 1000 m boven de zeespiegel.

## Status
De grootte van de wereldpopulatie werd 2012 geschat op 1500 tot 7000 individuen. De soort gaat in aantal achteruit. De kleine jaarvogel heeft erg te lijden onder jacht (vooral in Myanmar en Thailand), omzetting van oerwoud in land voor landbouwkundig gebruik en bovendien is er (illegale) handel in deze vogels die soms als huisdier worden gehouden. Daarom staat deze vogel als "kwetsbaar" op de internationale rode lijst.